# 다부치 고이치
다부치 고이치(일본어: 田淵 幸一, 1946년 9월 24일 ~ )는 일본의 전 프로 야구 선수이자 야구 지도자, 야구 해설가·평론가이다. 도쿄도 도시마구 출신이며 현역 시절 포지션은 포수, 내야수였다.
현역 시절의 별명은 부치(ブチ), 붓짱(ブッちゃん), 타부타(タブタ), 옷산(オッサン, 히가시오 오사무가 사용) 등 다수의 별명이 붙여졌고, 3대째 미스터 타이거스라는 애칭이 있다.
현역 시절 한신 타이거스의 주포로서 활약을 했고 1979년에 세이부 라이온스로 이적해 2년 연속 리그 우승과 일본 시리즈 우승을 동시에 이끌었다. 은퇴 후 후쿠오카 다이에 호크스의 감독과 한신의 코치, 도호쿠 라쿠텐 골든이글스의 코치를 역임한 것 외에도 한신 타이거스 OB회 회장(제6대), 베이징 올림픽 일본 국가대표팀의 수석 코치 겸 타격 코치를 맡았다. 그 외에도 TBS와 스포츠 닛폰의 해설위원 등 야구 평론가로 활동했다.

## 인물

### 프로 입단 전
아버지가 마이니치 신문에 근무했던 적도 있어 유복한 가정에서 태어나고 자랐다. 양친과 누나를 포함한 4인 가족이었으며 도시마 구립 다카다 중학교 시절에 야구를 시작하여 2학년 때 5번 타자로 활약했다. 호세이 대학 제1 고등학교(현재의 호세이 대학 중학 고등학교)에 진학하여 포수가 되면서 4번 타자로도 뛰었다. 3학년 때인 1964년에는 하계 고시엔 대회의 도쿄 도 대회에서 팀은 준준결승까지 진출했지만 니혼 대학 제2 고등학교에게 9회 끝내기 패배를 당해 고시엔 대회에는 나가지 못했다.
고교 졸업 후 호세이 대학 경제학부에 진학하면서 1학년이던 1965년 봄부터는 도쿄 지역 6개 대학 야구팀으로 구성된 도쿄 6대학 야구 리그에 출전했다. 같은 해에는 필리핀 마닐라에서 개최된 제6회 아시아 야구 선수권 대회 일본 대표(도쿄 6대학 선발팀이 파견됐다) 선수로 발탁돼 일본의 우승에 기여했다. 이때 당시의 주전 포수는 와세다 대학 소속인 오쓰카 야스오였지만 2년 후 같은 대회에서 중심 타자로서 활약하는 등 팀의 완전 우승을 장식했다. 야마나카 마사타케 등과 배터리를 구성하여 재학 중 세 차례의 리그 우승을 경험했으며 리그 통산 97경기에 출장, 342타수 94안타, 타율 2할 7푼 5리, 78타점을 기록했고 베스트 나인을 세 차례나 선정되기도 했다. 야마모토 고지, 도미타 마사루와 함께 ‘호세이 대학 3인방’이라고 불릴 정도였으며 3학년 봄에는 그때까지의 홈런 기록(8개)을 재빨리 경신하는 등 통산 홈런 개수를 22개로 늘렸고 1997년에 게이오기주쿠 대학의 다카하시 요시노부에 의해서 기록을 깰 때까지의 리그 기록이었다.
1968년 프로 야구 드래프트 1순위로 한신 타이거스에 입단했는데 드래프트 회의를 앞두고 요미우리 자이언츠의 지명이 확실시되면서 다부치 본인도 그것을 바라고 있었다고 여겨졌지만 야마모토 고지나 간사이 지방 출신의 도미타를 지명할 것이라고 소문이 나있던 한신이 ‘도쿄에 있는 구단이라면 또 모르지만 간사이 지방의 구단은 좀…’이라고 고민하던 다부치를 1순위로 지명했다. 드래프트 전에 요미우리 구단 관계자와 회식을 가졌고 “너에게는 등번호 2번을 준비하고 있다”라는 말을 듣고 감격했지만 드래프트 지명이 예상 외의 결과가 나온 바람에 낙담했다. 한편, 포기할 수 없는 요미우리측도 다부치를 한 번 한신에 입단시켜 후에 요미우리로 이적시키는 소위 ‘삼각 트레이드’를 제안했고 또한 비밀리에 다부치와의 면담을 획책했지만 한신측은 트레이드를 거부했다. 요미우리 입단이 무산되면서 다부치는 결국 한신과 입단 계약을 맺었다.
드래프트 지명 후에 가진 기자회견에서 어머니가 다부치를 ‘보쿠짱’(ぼくちゃん)이라고 부른 것이 들켜 현장에 있던 기자들을 놀라게 했고 오사카로 출발하는 도쿄역에서 소리내어 눈물을 흘리고 있는 어머니에게 기자들이 “마치 출정하는 병사와 같다”라고 말해 실소를 자아냈다.

### 프로 야구 선수 시절

#### 한신 타이거스 시절
한신에 입단한 이후 강한 어깨와 강한 타격을 가진 포수로서 입단 첫 해인 1969년부터는 팀의 주전 포수 자리를 차지했다. 그해 정규 시즌에서는 22개의 홈런을 때려내 포수로서는 처음으로 신인왕을 수상했다. 그러나 프로 2년 차인 이듬해 1970년 8월 26일 히로시마 도요 카프와의 경기에서 상대 투수 소토코바 요시로로부터 왼쪽 관자놀이에 몸에 맞는 볼을 맞아 그 자리에서 쓰러졌다. 귀에서는 피가 많이 나올 정도의 부상 상태가 심각했고 곧장 구급차로 병원에 이송됐다. 이 부상은 ‘다부치의 체질이 이것으로 완전히 바뀌어 버렸다’라고 말할 정도의 큰 부상으로 알려지면서 다음 시즌까지 그대로 이어졌다. 그 무렵에 타격 폼을 ‘한발타법’(一本足打法)으로 바뀐 이후부터 비거리가 늘어나기 시작했고 1972년에는 34개의 홈런을 기록했다. 팀 동료인 에나쓰 유타카와의 콤비를 이뤄 ‘황금 배터리’(黄金バッテリー)라는 애칭이 붙게 됐다. 그러나 입단할 당시 ‘콩나물’(もやし), ‘기린’(キリン)이라는 별명이 붙을 정도로 말랐던 체형이 이때부터 갑자기 불어나기 시작했다.
1973년 4월부터 5월에 걸쳐 요미우리와 상대해 한 팀에서 7타수 연속 홈런이라는 신기록을 만들었는데 그 기록에 관한 일지는 다음과 같다.
- 1973년 4월 26일, 고라쿠엔 구장에서 6회에 세키모토 시토시로부터 좌측 관중석을 향해 3호 홈런을 때려냈고 8회에 스가와라 가쓰야로부터 좌측 관중석에 4호 홈런(2점 홈런), 9회에는 역시 스가와라로부터 5호 홈런(3점 홈런)을 기록했다.
- 5월 9일, 한신 고시엔 구장에서 2회에 상대 투수인 다카하시 요시마사로부터 좌측 관중석에 9호 홈런(솔로 홈런), 다음 타석에서는 몸에 맞는 볼로 끝났지만 7회에는 다카하시로부터 좌측 관중석에 10호 홈런(2점 홈런)과 9회에도 역시 다카하시로부터 중견수 쪽에 11호 홈런(솔로 홈런)을 때려냈다.
- 5월 10일, 1회에 다카하시 가즈미로부터 좌측 관중석에 12호 홈런(2점 홈런)을 때려냈다.

같은 해 9월 9일 야쿠르트 아톰스와의 경기(25차전)에서 야쿠르트의 야스다 다케시가 계속 이어오고 있던 연속 이닝 무사사구라는 일본 프로 야구 신기록 경신을 81개로 멈췄다. 야스다는 7월 17일 한신과의 경기(15차전)에서 8회초 1사 2루 상황에서 다부치를 고의 사구로 보낸 것을 마지막으로 그 경기에서의 9회부터 무사사구가 계속되면서 1950년 시라키 기이치로가 기록한 74개를 깨며 기록을 경신했지만 이 경기에서 2대 2의 동점인 상황에 9회 2사 2루에서 다부치를 고의 사구로 보낸 것에 의해 그 기록이 끝난 것이다. 1974년에 아버지가 사망하면서 그 당일에 부고를 알리는 전보를 받았지만 가네다 마사야스 감독은 “경기에 신경쓰지 말고 돌아가라”라는 말을 뿌리치며 출전을 강행했고 히라마쓰 마사지로부터 2점 홈런을 기록했다.
1975년에는 오 사다하루의 14년 연속 홈런왕 타이틀을 저지하는 43개의 홈런을 기록해 본인으로서는 첫 타이틀을 획득했다. 전년도인 1974년에 다부치는 자신의 최다인 45홈런(자신으로선 최초의 시즌 40홈런)을 날리면서도 4개 차이로 홈런왕을 놓쳤지만 1975년에는 부상으로 시즌을 늦게 준비한 사다하루를 무시하고 시즌 개막 이후부터 홈런을 계속 때려내 최종적으로 사다하루에게 10개 차이로 타이틀을 획득했다. 몸에 맞는 볼로 인해 왼손을 온전히 사용할 수 없는 상황에서 오른손만을 사용하여 친 홈런도 포함돼 있다.
1978년 시즌 종료 후 크라운라이터 라이온스에서 다시 태어난 세이부 라이온스로 트레이드 됐다. 한신에서 다부치와 후루사와 겐지 등의 2명, 크라운에서 마유미 아키노부, 다케노우치 마사시, 와카나 요시하루, 다케다 마사후미의 4명이라는 대형 트레이드였다. 이 트레이드에서는 심야에 불려나와 통보되는 이례적인 일이었지만 구단측의 “이번에 가는 세이부의 네모토 감독은 좋은 감독이니까 가서 공부 잘 하고 와라”는 설득에 다부치는 “그럼 (한신의)블레이저 감독은 좋은 감독이 아닙니까?”라는 말을 되받아쳤다. 트레이드 자체는 다부치가 텔레비전 인터뷰에서 불만을 토로하는 등 우여곡절 끝에 트레이드가 성사된 것이다.

#### 세이부 라이온스 시절
세이부에 이적한 이후 몸을 다시 단련하는 등 1980년에는 1루수로 전향함과 동시에 지명타자로서도 활약을 했고 5년 만에 40홈런 이상(43홈런)을 기록했으며(세이부 구단 사상 최초의 40홈런이기도 하다) 1982년과 1983년에는 한신 시절에 이루지 못했던 팀의 퍼시픽 리그 우승과 일본 시리즈 우승을 동시에 경험했다. 특히 1983년 일본 시리즈에서는 우수 선수상을 수상했고 같은 해 일본 야구계의 최고상인 쇼리키 마쓰타로상을 수상했다. 1983년에는 시즌 중반까지 홈런 30개를 기록하면서 독주했고 센트럴·퍼시픽 양대 리그 홈런왕은 확실시 될 것으로 예상됐지만 그해 7월에 긴테쓰 버펄로스의 투수 야나기다 유타카에게 몸에 맞는 볼을 맞으면서 왼쪽 손목이 골절되는 부상을 당해 꿈이 무산됐다.
이듬해 1984년 시즌 끝으로 16년 간의 현역 생활을 은퇴했다.

### 그 후

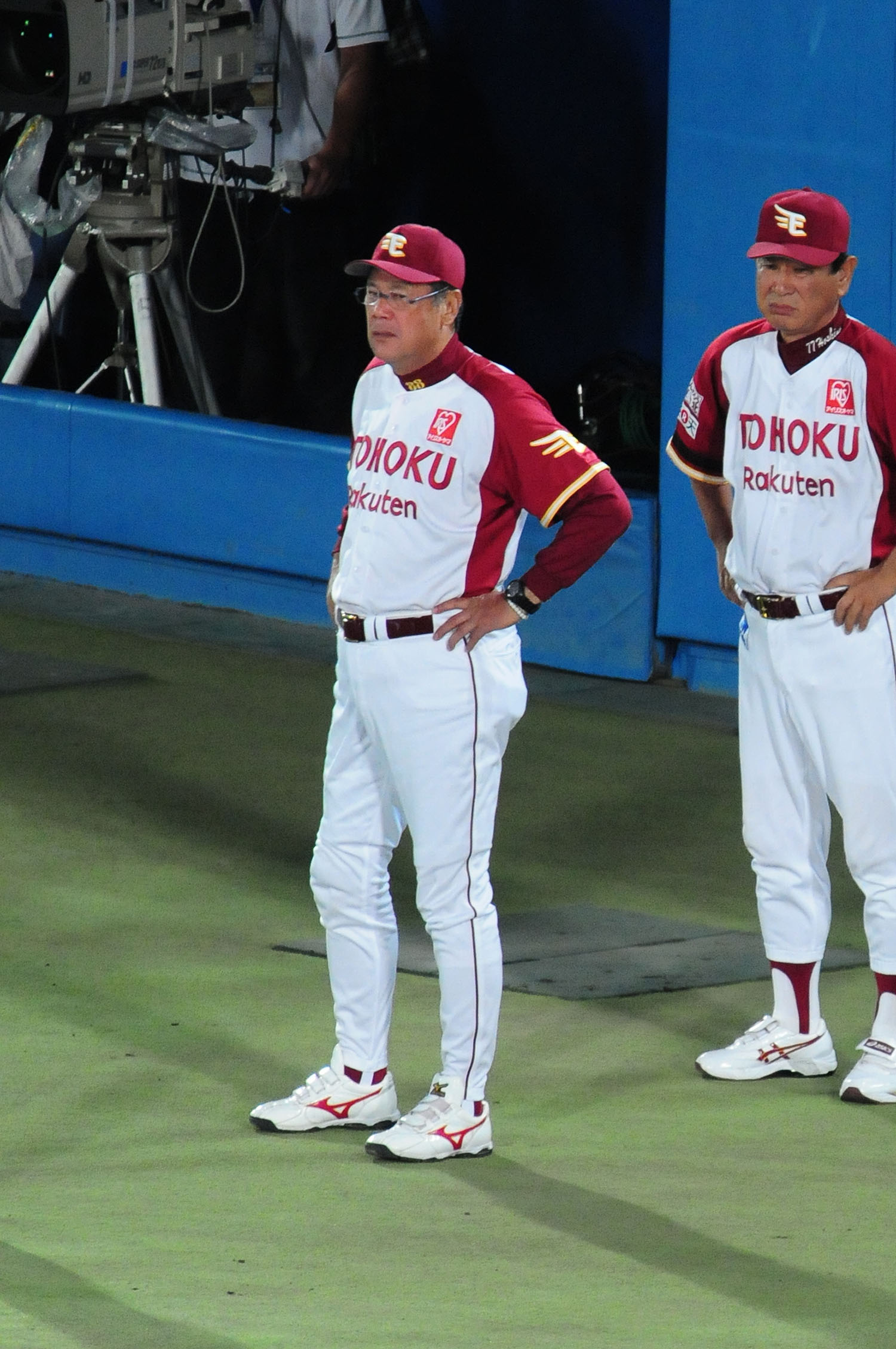
라쿠텐 코치 시절의 다부치(2011년 8월 30일)

현역에서 은퇴한 이듬해 1985년부터 5년 간 TBS(텔레비전·라디오)의 야구 해설위원을 맡았고 1985년 시즌 종료 후에 세이부 감독인 히로오카 다쓰로가 물러나면서 후임 감독에는 쓰쓰미 요시아키 구단주의 희망으로 다부치의 이름이 거론되면서 구단 프런트는 참모 역할로 전년도인 1984년에 퇴단했던 모리 마사히코를 기용하려고 생각했지만 모리는 이를 승낙하지 않고 다부치도 감독 제의를 고사해 모리가 세이부의 감독으로 취임하게 됐다. 1987년 시즌 종료 후 요시다 요시오 감독이 사임하면서 후임 감독이 된 무라야마 미노루로부터 수석 코치 겸 타격 코치를 맡아달라는 요청이 있었지만 과거에 트레이드로 내놓았을 당시에 구단의 실수도 있어서 복귀는 무산됐다(무라야마의 희망과는 정반대로 한신 구단이 복귀를 바라지 않았었다).
1990년에 스기우라 다다시의 후임으로 후쿠오카 다이에 호크스의 감독으로 취임하여 수석 코치에 구로다 마사히로, 타격 코치에 오타 다쿠지, 전력분석원에 도요쿠라 고지 등 세이부의 OB를 초빙했다(구로다는 다이에의 전신인 난카이의 OB였다). 똑같이 세이부 시절의 동료인 스기모토 다다시, 히로하시 고주를 트레이드로 영입했지만 뚜렷한 결과를 남기지 못한 채 퇴단했다. 다부치는 1989년 추계 스프링 캠프에서 입만 열면 ‘세이부에서는…’, ‘히로오카씨…’라고 말하는 구로다 수석 코치를 빼돌려올 정도였던 집착에 비해서는 가을 연습에 한해 세이부의 방식을 모방하려고 하지 않았으며 그 당시 자매결연을 맺었던 빙그레 이글스와의 합동 가을캠프 때 빙그레 신예 거포 장종훈 스카우트를 제의했으나 이런저런 사정 때문에 좌절됐다.

취임 당초에는 연고지 후쿠오카시의 어느 시의회 의원이 ‘시 전체가 일어나서 시장을 주축으로 다이에를 응원하자’라고 주장해서 이에 동조하는 의원과 시민들이 많았다. 부임 1년째는 팀 순위·타율, 홈런, 득점, 실점, 평균 자책점 모두 리그 최하위로 끝났다. 이중 시즌 85패와 승률 3할 2푼 5리는 양대 리그가 출범한 이후 구단으로서는 최악의 기록이었다. 다부치가 지도한 다이에식 발을 들어올리는 타법은 거의 대부분의 여러 팀의 코치와 투수들이 다이에 타선은 변화구에 약하다는 지적을 받았다고 한다.
감독이 되고 나서 1군 투수들에게는 ‘슬라이더를 마스터해라’라는 지령을 내렸지만 가와무라 히데후미는 이에 대해 “이것은 감독이 야구를 배우는(이라고 자칭한다) 세이부의 투수들 가운데 히가시오 오사무나 궈타이위안이 슬라이더를 효과적으로 사용해서 타자를 좌지우지했기 때문이라고 한다. 지령을 받은 투수는 춘계 스프링 캠프에서 일제히 슬라이더를 습득하기 시작했지만 가을 캠프에서 끝내지 못하면 봄에는 너무 늦어서 한 달 후 공식전에 맞출 수 없다. 투수 전문도 아닌 감독이 피칭 내용 지도까지 직접적으로 간섭하는 것은 분명 이상하다. 그것도 피칭을 잘 이해하지 못하고 있기 때문에 생트집을 잡힌 투수야말로 달갑지 않다”라고 말했다. 팀 평균 자책점 5.56은 당시로서는 최악의 기록이었다. 그 때문인지 당시 다이에를 응원하자고 주장했던 그 의원으로서는 “이렇게 약한 것 같아서는 다부치 감독을 증인소환해야 한다”는 말까지 나돌았다. 같은 해 오프에는 “히로시마의 나가시마와 오사나이가 트레이드로 내놓을 것 같다” 선택 회의 내용을 누설해버려서 감봉 처분을 받았다.
하타야마 히토시의 펀치력에 반한 다부치식 타법을 철저히 가르쳤지만 좀처럼 쓸모가 없어지면서 2군으로 내려갔고 시즌이 끝나면서 자유 계약을 맺었는데 가와무라는 “결과적으로 하타야마는 변덕스러운 신임 감독의 단순한 장난감에 지나지 않았다”라고 말했다. 이듬해 1991년에는 5위, 1992년에는 4위를 기록하는 등의 부진이 계속되자 결국 감독직에서 물러났다. 윌리 업쇼, 토니 베르나자드와 갈등을 일으켰고 곤도 히로시 투수 코치와도 대립했다. 곤도는 시모야나기 쓰요시를 실전 경험을 쌓게 하는 것이 대성에의 지름길이라고 여러 차례 걸쳐 1군 기용을 진언했다. 그러나 눈앞의 승리를 우선시하는 다부치 감독에게는 간단히 받아들일 수가 없었다고 토로했다. 구로다 수석 코치와도 관계가 틀어지자, 구로다는 1991년 시즌 끝으로 퇴단했다. 해임된 1992년 여름 무렵에는 수면 아래에서 구단주 대행이던 나카우치 다다시가 우에다 도시하루와 회담을 가지면서 흔쾌히 승락을 얻었지만 구단주인 나카우치 이사오의 의향도 있어 네모토 리쿠오가 감독으로 취임하게 됐다. 1993년부터 2001년까지는 다시 TBS의 해설자를 맡았다.
2002년에는 절친한 사이인 호시노 센이치의 감독 취임에 의해 현역 시절 친정팀인 한신 타이거스의 수석 겸 타격 코치로 발탁됐고 이듬해인 2003년에 리그 우승에 큰 기여를 했다. ‘너울 타법’(うねり打法)이라고 불리는 타격 이론으로 하마나카 오사무, 세키모토 겐타로 등을 육성했다. 호시노는 자신의 저서에서 다음과 같이 밝혔다.

너울 타법, 3할 타선이라며 시종 주목을 끌어온 대로 대형, 소형의 타자를 섞어서 능숙하게 배분하여 포인트를 하나라도 벗어나지 않고 공격 태세를 만들어줬다. 와다와 오말리의 협력을 얻으면서 3명이 약한 타선의 레벨을 단번에 끌어올려 준 것이다.

그러한 반면에 뚜렷한 성적이 나오지 않는 선수나 전망이 없는 선수에 대해서는 일찌감치 출전시키지 못하는 일도 있어 엄격한 측면도 있었다. 데릭 화이트의 성적 부진에 대해서는 “이제(그에게) 직접 가르치는 일은 없다. 앞으로는 본인 나름대로 노력하는 것 뿐이니까”라며 ‘전력외’로 낙인 찍혀 화이트를 방출로 연결됐다.
다부치와 같은 전임 코치 경험이 없는 감독 경험자가 감독 퇴임 후에 수석 코치 이외의 코치로 종사한 사례는 나카니시 후토시, 스기시타 시게루 등 겸임 감독이었던 경우가 대부분이었지만 다부치의 경우는 드문 사례였다. 다부치 본인은 호시노의 지휘 하에서 코치를 맡고 있을 무렵부터 “나는 감독으로 적합하지 않은 수석 코치에 불과하다”라고 말했다. 2003년 시즌 종료 후 호시노 감독이 건강상의 이유로 감독직에서 용퇴했을 당시에는 “나는 감독과 일련탁생(一蓮托生)”이라고 말해 자신도 퇴단했다.
2004년에는 세 번째로 TBS의 야구 해설위원으로 복귀했고 TBS 시절에는 모두 스포츠 닛폰의 평론가로서도 같이 활동했다. 2007년 1월 29일에 호시노가 베이징 올림픽 일본 야구 국가대표팀 감독으로 취임하면서 또다시 호시노 감독의 지휘 하에 수석 겸 타격 코치로 발탁됐다. 이때 호시노로부터 코치를 맡아달라는 제안이 들어왔을 때의 말은 ‘가자’라는 말뿐이었다. 하지만 대표팀의 성적은 부진을 면치 못한 채 4위로 끝났고 팀 타율 2할 3푼 3리는 결승 토너먼트에 출전한 4개국 가운데 최저 성적이었고 장타력 3할 6푼 2리는 타율과 함께 최악의 기록이었다.
2009년 가을에는 한신 타이거스에서 뛰었던 전직 선수들의 모임인 한신 타이거스 OB회 제6대 회장으로 취임했지만 불과 1년 만에 사임했다. 2011년부터는 호시노가 감독으로 취임한 도호쿠 라쿠텐 골든이글스의 수석 코치 겸 타격 코치로 부임했고(호시노가 라쿠텐 구단에게 다부치의 코치 초빙을 요청) 한신 타이거스와 베이징 올림픽 일본 국가대표팀 시절에 이어 라쿠텐에서도 호시노를 지원하게 됐다. 그러나 팀이 극도의 타격 부진으로 침체를 겪는 등 6월 5일자로 타격 코치직에서 수석 코치로 보직이 변경됐고 이듬해 2012년에도 수석 코치를 맡았지만 2012년 시즌 종료 후 라쿠텐을 퇴단했다.
2013년에는 TBS TV·라디오의 야구 해설자, 스포츠 닛폰의 야구 평론가로 복귀했다.

## 플레이 스타일

### 타격
비거리의 길이, 크고 아름다운 포물선을 그리는 홈런의 궤도에서 ‘홈런 아티스트’(ホームラン・アーチスト,‘아티스트’와 홈런을 나타내는 ‘아치’를 결합한 신조어) 라고 불리고 있었다. 특히 바깥쪽 공에는 강했지만 이 장타력은 다부치의 왼팔이 오른팔보다 3cm 남짓하게 길었던 것도 영향이 있었다고 여겨진다. 이것을 발견하게 된 것은 신인 시절에 다부치의 양복을 만든 양복점이었다. 반대로 만년에는 이 팔의 길이가 원인으로 생각되는 타격이 연결되지 않았다고 한다.
타석에서는 어디까지나 냉정해지면서 매년 시즌마다 많은 볼넷을 골라내는 선구안도 주무기 가운데 하나였고 통산 홈런 474개는 역대 11위(2015년 시즌 도중 기준)의 기록이지만 다부치의 특필해야 할 점으로서 홈런 1개를 때려내는데 필요로 하는 타수의 적음을 들 수 있다. 2015년 시즌 종료 시점에서 통산 300홈런을 기록한 선수는 41명이 있지만 다부치의 홈런률(타수를 홈런으로 나눈 수치 = 홈런 1개를 치는 데 필요한 타수)은 오 사다하루에 이어 두 번째로 적다.
- 300홈런 이상으로 홈런률이 15 이하의 선수(2015년 8월 10일 현재)

| 성명              | 홈런 | 경기수 | 타수 | 홈런률 |
| ----------------- | ---- | ------ | ---- | ------ |
| 오 사다하루       | 868  | 2381   | 9250 | 10.66  |
| 다부치 고이치     | 474  | 1739   | 5881 | 12.41  |
| 알렉스 카브레라   | 357  | 1239   | 4510 | 12.63  |
| 나카무라 다케야   | 303  | 1172   | 3943 | 13.01  |
| 터피 로즈         | 464  | 1674   | 6274 | 13.52  |
| 마쓰이 히데키     | 332  | 1268   | 4572 | 13.77  |
| 나가이케 도쿠지   | 338  | 1449   | 4872 | 14.41  |
| 기요하라 가즈히로 | 525  | 2338   | 7814 | 14.88  |
| 오치아이 히로미쓰 | 510  | 2236   | 7627 | 14.95  |

※카브레라는 300홈런 도달시점에서의 홈런률은 다부치를 밑돌고 있었지만, 그후 페이스가 더딘 것에 의해 최종적으로는 다부치를 웃도는 수치를 남기며 은퇴했다.
특히 1983년에는 타격 부진으로 82경기 밖에 출전하지 못했음에도 불구하고 30개의 홈런을 치는 등 프로 야구에서는 처음으로 ‘규정 타석을 채우지는 못했는데도 30홈런’을 기록한 선수가 됐다. 이 기록은 2012년 시즌 종료 시점에서 다부치를 포함해서 6명이 기록했지만 다부치 이외에는 모두 외국인 선수에 의한 것이다.
프로 데뷔 무대는 다이요 웨일스와의 경기에서 에나쓰 유타카의 대타로 출전해 히라마쓰 마사지와 상대해 슈토에 손이 나가지 않아 삼진을 당했다. 이 이후에 슈토를 극단적으로 의식하게 됐고 젊은 시절의 다부치는 홈런을 때려내면 구종이 구종이 무엇이었을까라는 취재에는 ‘때린 것은 슈토’라고 대답했다. 취재한 스포츠 기자는 이것만으로 기사를 쓰지 않으면 안된다는 고생을 했다고 한다. 더욱이 데뷔전에서는 그립의 위치가 높았지만 다음날부터는 내려서 고쳤다. 그 때문인지 한 경기 2홈런이라는 좋은 결과로 이어졌다.
요미우리와 상대하면서 강한 면모를 보여주었는데 요미우리가 전인미답의 ‘V9’을 달성한 1973년에는 시즌 37개의 홈런 가운데 16개를 요미우리전에서 기록했다. 또한 같은 해에는 한 경기 3개의 홈런을 두 차례나 기록했지만 이것도 모두 요미우리전에서 나온 기록이었다. 또, 요미우리와의 경기에서 5경기 연속 9개 홈런, 7타수 연속 홈런(전술)을 기록했다. 우승 경쟁을 하고 있던 10월 10일 요미우리와의 경기에서 2대 5의 열세를 뒤집는 역전 만루 홈런을 때려냈다. 이것은 다부치에게 있어서는 프로 데뷔 후 최초의 만루 홈런이었지만 다부치 본인의 기억에 의하면 프로 뿐만 아니라 ‘야구 인생에 있어서의 처음’이었다고 한다. 그러나 다음 날에 열린 요미우리와의 경기에서는 7대 0으로 리드하면서 에나쓰가 KO를 당해 10대 10으로 비겼고, 나머지 3경기에서 매직 넘버가 ‘1’이었음에도 불구하고 히로시마와 주니치에게 잇달아 연패를 당해 마지막에 요미우리와의 최종전(10월 22일, 한신 고시엔 구장)에서도 패하는 등 우승을 놓치게 됐다. 훗날 다부치 본인도 “이 때 우승을 했더라면 자신의 야구 인생은 변했을 것이다”라고 말했다.
타격에 대한 자세도 천재적인 자질을 갖고 있었다. 세이부 시절 팀 동료였던 노무라 가쓰야가 큰 거울 앞에서 아무런 내색도 하지 않고 단지 자세를 체크하고 있는 다부치를 보면서 뭘 하고 있느냐고 묻자 ‘나는 자세만 정해지면 때려낼 수 있습니다’라고 대답했다. 노무라는 “자세는 확실히 중요하지만 좋은 자세만 되면 아무래도 잘하는 건 다부치밖에 없다”고 기가 막혔다고 한다.
이시이 히사이치의 《힘내라!! 다부치군!!》에서는 매우 짧은 다리로 ‘또박또박’라고 무거운 듯이 달리는 모습이 그려져 있어서 ‘좀처럼 보기 힘든 예’로서 ‘타부런’(다부치의 런닝 홈런의 약어)이라는 말이 나오지만 호시노 센이치에 의하면 호세이 대학 시절의 다부치는 준족을 가졌다. 나가시마 시게오의 도쿄 6대학 기록에 쫓기고 있을 때 런닝 홈런으로 달성할 것 같아져서 ‘실례다’라는 이유로 3루에서 멈춘 적도 있다. 프로 생활에서는 런닝 홈런은 한 번도 없었고 도루도 18개 밖에 기록하지 못했지만 이것은 비만 이상으로 거듭되는 부상의 영향이 크다. 또한 야구계 굴지의 장족이기도 했지만 그런 이유인지 배팅 폼의 중심이 높고 확실성이 결여됐다는 등의 지적도 받고 있었다. 에나쓰 유타카는 이에 대해서 다음과 같이 술회했다.

다부치만큼 아무 것도 하지 않는데다가 아무 것도 생각하지 않고 홈런을 때린 남자를 모른다. 내가 지금까지 본 야구 선수 중에서 천재라고 부를 수 있는 선수는 단 한 사람은 바로 다부치 고이치뿐이다.— 에나쓰 유타카

세이부 시절의 감독이었던 히로오카 다쓰로는 “거기에는 주문을 넣어도 어쩔 수 없다. 홈런만 때려준다면 그것으로 충분하다”라고 말했다.
장타력이 있는 선수에게 많은 경향이 있다고 여겨지는 삼진이지만 현역 시절에 삼진이 적은 선수로도 알려져 있으며 한 시즌에 100개 이상의 삼진을 기록한 적은 단 한 번도 없었다. 공식전에서 희생타는 한 개도 없었다. 다부치는 이에 대해서 다음과 같이 말했다.

단 한 번의 시도가 실패하고 그 타석에서 홈런을 쳤기 때문에 발이 느려서 병살타가 된다고 감독들이 생각해서 희생 번트 사인을 내지 않았을 가능성이 있다.— 2008년 1월 17일에 방송된 NHK 라디오 《내 인생에 건배》에서의 본인의 발언

일본 야구계에 있어서 통산 400홈런 이상을 기록하면서도 2000안타에 도달하지 않았던 일본인 선수는 다부치와 야마사키 다케시 등 두 명 뿐이다(외국인 선수를 포함하면 터피 로즈를 더해 세 명이 된다).

### 수비
젊은 시절에는 거구이면서도 포수로서의 움직임은 민첩해서 대학 시절에는 준족을 가진 다카다 시게루와의 대결이 유명했다. 프로에 입문하고 나서도 공을 받고난 다음 2루에 던질 때까지의 속도는 최상급이었고 강한 어깨를 가지면서 20대 무렵에는 도루 저지율이 4할대 이상을 기록했다.
그러나 앞에서 말한 소토코바 요시로로부터 받은 몸에 맞는 볼의 영향으로 청력 저하와 체질 변화(비만) 때문에 플레이가 완만하게 됐다는 말을 듣는다. 흔한 예로 드는 것은 한신 시절에 아무것도 아닐 정도의 포수 플라이를 놓치면서 공을 떨어뜨린 플레이였다. 또한 당시 한신에서는 쓰지 요시노리, 쓰지 야스히코 등 수비에 자신있는 포수가 있기도 해서 부상당한 이후에는 1루수나 외야수로서도 출전했고 세이부로 이적한 후에는 주로 지명타자로서 출전했다. 에나쓰 유타카의 말에 의하면 다부치가 포수로서 대성할 수 없었던 요인은 대범한 신경에 있다고 한다.

### 그 밖에
일반적으로 ‘수상한 놈’이라고 여겨지는 포수 중에서는 드물게 매우 대범한 성격을 가진 인물이었다. 에나쓰 유타카도 다부치의 인간성에 대해 “다부치 만큼은 순수하고 표리가 없는 사람은 없다”고 말했다. 그 예를 들자면 눈이 마주쳐서 한마디라도 인사를 해버리면 순간적으로 상대가 적이라고는 생각하지 않고 정상적인 승부를 할 수 없게 돼버리기 때문에 경기 전에는 상대 팀의 선수와 가능한 한 눈을 마주치지 않도록 하고 있었다, ‘맞으면 아프니까’ 인코스를 아슬아슬하게 던져서 타자를 위협할 것 같은 사인은 절대로 내지 않았다(에모토 다케노리에 의한), 코치에게 ‘사인을 간파당할 수 있기 때문에 숨겨야 한다’라는 말을 들어도 ‘그렇게 교활한 짓을 하는 사람은 없습니다’라고 상관하지 않는 등 사람 좋음을 보여주는 일화는 다 열거할 수가 없었다. 또, 사인 도둑질은 비겁한 행동으로서 절대로 사용하려고 하지 않고 정정당당하게 승부하는 것을 우선으로 하고 있었다.
10대 0의 큰 차이로 이기고 있는 경기에서 상대팀 선수에게 바라는 구질을 ‘직구다’라고 가르쳐줘서 맞고 말았던 적이 있다. 그 선수는 성적이 나쁘고 대타 기용이어서 이번에 한번 눈에 띄지 않으면 안되기 때문에 ‘우윳값이라도 벌게 해 주세요’라고 필사적으로 타석에서 부탁했다고 한다. 아내와 아이를 데리고 있는 것을 알고 있었기 때문에 결국 가르쳐주고 말았다. 그러나 “직구라고 알고 있다고 해서 칠 수 있는 것은 아니니까 본인이 그럴만한 사람이었다”라고도 말했다(2008년 1월 17일에 방송된 NHK 라디오 《내 인생에 건배》에서의 본인의 발언).
어느 해의 춘계 스프링 캠프 중에 불펜에서 에나쓰 유타카의 공을 받고 있을 때 다부치의 미트가 몇 mm쯤 움직인 것을 ‘어이, 다부치. 미트가 움직였어’라고 에나쓰에게서 지적받았다고 한다. 다부치는 그것을 분하게 여겨 아령으로 왼손을 단련해 에나쓰의 공에 미트를 전혀 움직이지 않고도 잡을 수 있게 됐지만 왼손을 단련한 것이 타격에도 좋은 영향을 끼쳐 홈런왕 타이틀 획득으로 이어졌다고 말하고 있다(2014년 5월 11일에 방송된 TBS 라디오 《폭소 문제의 일요 선데이》 내의 코너 중의 하나인 ‘여기는 아카사카 응접실’에서).

## 에피소드

### 《힘내라!! 다부치군!!》
1977년부터 입단 당시에 비해 살찐 다부치를 모티브로 한 만화 《힘내라!! 다부치군!!》(이시이 히사이치 작)이 연재돼 단행본이 베스트셀러가 됐다. 만화 속에서는 다부치의 좋은 파트너로서 야쿠르트의 야스다 다케시와 오야 아키히코, 또 당시 야쿠르트의 감독으로 훗날 세이부의 감독으로 부임하는 히로오카 다쓰로도 캐릭터로서 등장, 1979년에 영화로도 만들어졌다.
《힘내라!! 다부치군!!》에 나오는 부인 미요코는 전 부인이 모델이다. 다부치 본인은 처음엔 모르고 있었지만 가정 내의 기삿거리는 전 부인이 정보원이었던 것을 것을 텔레비전 프로그램에서 말했다. 자신을 기삿거리로 만들고 있음에도 불구하고 다부치 자신도 이 만화의 열성팬이며 언제나 읽고는 크게 웃었다고 한다. NHK 교육 텔레비전 《YOU》(1984년)에 출연했을 때 “만화까지 써서 응원해주다니 정말 기쁘다. 원작자를 만나 답례하고 싶다”라고까지 말했다. 또한 탤런트인 단칸이 에나쓰로부터 직접 들었던 이야기로서 극장 애니메이션화 됐을 때 에나쓰와 두 명이서 보러 갔을 때 “자신을 모델로 한 영화라고 해서 영화관에 와보니까 손님이 전혀 없었던 거 아닌가!”라며 영화 내용이 아니고 관객 수가 적었던 것에 화를 냈다고 한다. 이 말에 에나쓰는 “뭐 낮이니까 어쩔 수 없지, 밤이었다면 만원사례였을 텐데”라고 위로했다고 한다(DVD-BOX에 같이 넣은 해설서에서).
다부치가 현역에서 은퇴(1984년)한 그 다음해인 1985년 1월 9일, ‘야구계의 슈퍼 히어로 은퇴에 바친다!’라는 부제로 극장 첫 번째 작품이 닛폰 TV 《수요 로드쇼》에서 기념 방송으로 제작됐다. 현재의 부인은 야구에는 전혀 흥미가 없었고 이 만화에서 다부치의 존재를 처음으로 알게 됐다. 그 결과로서 그녀와 결혼할 수 있었으므로 다부치 자신은 훗날 TV 프로그램에서 “이 만화에는 불만따위는 전혀 없고 오히려 감사하고 있다”고 말했다.

### 등번호 ‘22’
한신과 세이부 시절을 통해서 등번호 22번을 착용했다(주장이 된 1968년에 ‘10’을 붙인 것 외에도 호세이 대학 시절에도 착용했었다). 다부치는 22라는 숫자와도 인연이 있어 대학에서의 통산 홈런 개수, 신인 시절인 1969년 시즌 홈런 개수가 모두 22개이다.
다부치가 세이부로 이적한 후인 1983년에 한신은 다부치의 이적 후 공적을 인정하여 비어있는 등번호 22번을 호세이 대학 출신의 포수인 기도 가쓰히코에게 주었다. 기도를 비롯해서 그 후 세키카와 고이치(21번에서 변경), 나카타니 진(그 후 66번으로 변경)까지는 포수가 계속 이어졌지만 기다 고(외야수였지만 대학 시절에는 포수였으며 그 후 55번으로 변경), 마이크 킨케이드(내야수였지만 미국에서 포수로 활약한 경험이 있음)와 포수를 경험했던 야수가 계속 이어졌고 2005년부터는 후지카와 규지( ~ 2012년), 오승환(2014년 ~ 2015년) 등과 같은 투수가 착용하고 있다.
세이부에서는 다부치 이후의 22번을 착용한 포수가 많았는데 포수 외에도 유키자와 히사타카(내야수, 현역에서 은퇴한 1988년에만), 시미즈 요시유키(내야수), 오카모토 아쓰시(투수, 2012년에 59에서 변경) 등 3명 뿐이다. 외야에만 전념하여 주전으로서 활약하기 이전인 와다 가즈히로(그 후 5번으로 변경)도 포수와 겸임해서 22번을 착용하고 있었다.
더욱이 세이부의 전신인 니시테쓰·다이헤이요 클럽·크라운라이터 시대의 포수는 1950년의 가사이시 도쿠고로와 1951년의 고토 히로유키 등 두 명 뿐인 것을 비롯해 투수가 착용하고 있었던 시기도 있었는데 주력 투수로는 다마쓰쿠리 요지(외야수, 그 후 17번으로 변경), 히가시다 마사요시(외야수)나 요시오카 사토루(내야수였으며 다부치에게 22번을 양보한 다음에 8번으로 변경) 등이 착용했었다. 야구 선수로 뛰다가 훗날 프로 골퍼가 된 오자키 마사시(투수 → 내야수)도 부착했었다.

### 가족·친척·교우 관계
- 부인은 전직 여배우인 자넷 핫타(핫타 유카)이다. 소위 ‘속도위반 결혼’이어서 다부치는 당시 이혼 경력도 있고 나이도 35세였기 때문에 세간의 화제를 불러 일으켰다. 두 사람 사이에 아들 두 명을 뒀고 장남은 후지 TV 아나운서인 다부치 유쇼이다.
- 먼 친척에는 전 다카라즈카 가극단 호시구미·츠키구미 낭역 1위인 하쓰카제 준이 있다.[34]
- 에모토 다케노리와는 호세이 대학의 1년 후배로, 에모토의 한신 이적 후에는 학생 시절 이후의 배터리를 구성했다. 후루사와 겐지를 포함해 세 명이서 자주 함께 행동했을 뿐만 아니라 다부치가 세이부에의 트레이드와 관련하여 구단측에서 불려나온 날에도 세 명이서 골프를 했고 장소를 옮기면서 구단의 재건책에 대해 서로 의견을 주고받았다고 한다.
- 호시노 센이치, 야마모토 고지와는 친구였다. 원래부터 대학 시절에 히로시마의 시골에서 나왔던 야마모토에게 다부치가 도쿄를 안내했던 것이 계기가 되면서 돈독한 관계를 맺었다. 이들 두 사람과 도미타 마사루와 함께 ‘호세이 대학 3인방’이라고 불릴 정도로 너무나도 사이가 좋았기 때문에 호시노가 질투해서 끼어들었다.[35] 현역 시절 히로시마로 원정갔을 때에는 적군과 아군으로 갈라져 있음에도 불구하고 야마모토와 함께 식사를 하거나 야마모토의 집에 놀러가기도 했다고 한다.
- 다부치 자신은 공사 혼동을 피하기 위해 한신 코치 시절에는 호시노와의 친구 관계를 버리고 선을 그었다. 그러나 호시노를 다룬 닛폰 TV 계열의 《슈퍼 TV》에서는 세 사람의 회식과 숨겨진 에피소드도 튀어 나오는 담소가 방송됐는데 이 안에서는 완전한 친구 관계였다. 한신 코치직에서 물러날 당시의 기자회견에서 “드디어 지금부터는 예전처럼 ‘센 짱’(仙ちゃん, 호시노를 이렇게 불렀다) 이라고 불러서 보통으로 이야기를 할 수 있게 됐다”고 말했다.
- 《힘내라!! 다부치군!!》이 애니메이션 영화화됐을 때 이 만화의 주인공 다부치의 목소리를 연기한 니시다 도시유키와는 니시다 자신이 한신 팬이었던 것도 있어서 친분이 깊어졌다. 그러한 인연으로 니시다가 ‘국장’으로 근무하는 아사히 방송의 《탐정! 나이트 스쿠프》에 다부치도 이 프로그램 고문으로서 부정기적으로 출연하고 있다. 또, 니시다 주연의 영화 《낚시 바보 일지》에 다부치에게 출연을 의뢰한 적도 있었지만 출연이 성사되지 못한 채 시리즈가 그대로 종료됐다.

## 부상 일지
아래의 부상 일지는 다부치가 현역 시절에 매년과 같은 큰 부상이나 질병에 시달린 적도 있었다.
- 1969년: 왼쪽 팔꿈치 타박상
- 1970년: 요통, 오른쪽 발목 염좌, 좌측 두부에 몸에 맞는 볼(앞에서 말한 대로 이 부상의 영향으로 왼쪽 귀가 난청을 겪었다(#한신 타이거스 시절 항목을 참조))
- 1971년: 급성 신장염, 왼쪽 손목과 왼쪽 발목에 타박상
- 1972년: 왼쪽 손목 타박상, 두부 타박상
- 1973년: 급성요근통(3회)
- 1974년: 왼손 관절 좌상, 왼쪽 전완 타박상, 오른쪽 팔의 관절 좌상
- 1975년: 오른쪽 다리 좌상
- 1976년: 오른쪽 무릎 타박상, 좌측 두부 타박상
- 1977년: 왼쪽 팔꿈치 통증, 오른손 엄지 골절
- 1978년: 요통
- 1979년: 아킬레스건 통증
- 1980년: 앞쪽 두부 타박상, 오른쪽 무릎 타박상
- 1981년: 오른쪽 무릎 타박상(2회)
- 1983년: 왼손 척골 하단 골절
- 1984년: 화분증 ※본인 말로는 “화분증이 시끄러워지기 이전(1970년대 이전)부터 초봄에는 감기와 같은 증상이 있어서 봄의 다부치는 컨디션이 나쁘다고 알려져 있었다”

부상 때문에 타이틀을 획득하지 못한 시즌도 많았고 더욱이 신장염 치료 때의 투약 치료가 원인이 되면서 비만이 됐었다는 이야기도 나온다. 시즌 전 경기 출장은 1975년과 1976년의 두 차례 밖에 기록하지 못했다. 오 사다하루의 연속 시즌 홈런왕을 저지시킨 것은 다부치였지만 사다하루는 다부치에 대해 “순간적 폭발력이란 점에서 대단했다고 생각했지만 어쨌든 부상이 많았으니까, (타이틀 경쟁에 있어서는)부상다운 부상이 거의 없었던 야마모토 고지나 기누가사 쪽이 기분나빴을 것이다”고 말했다.

## 상세 정보

### 출신 학교
- 호세이 대학 제1 고등학교(현재의 호세이 대학 중학 고등학교)
- 호세이 대학

### 선수 경력
- 한신 타이거스(1969년 ~ 1978년)
- 세이부 라이온스(1979년 ~ 1984년)

### 지도자·기타 경력
지도자
- 후쿠오카 다이에 호크스 감독(1990년 ~ 1992년)
- 한신 타이거스 1군 타격 수석 코치(2002년 ~ 2003년)
- 베이징 올림픽 일본 국가대표팀 수석 코치 겸 타격 코치(2007년 ~ 2008년)
- 도호쿠 라쿠텐 골든이글스 1군 수석 코치 겸 타격 코치(2011년)
- 도호쿠 라쿠텐 골든이글스 1군 수석 코치(2011년 6월 5일 ~ 2012년)

해설자
- TBS 야구 해설위원(1985년 ~ 1989년, 1993년 ~ 2001년, 2004년 ~ 2010년, 2013년 ~ )
- 스포츠 닛폰 평론가(1993년 ~ 2001년, 2004년 ~ 2010년, 2013년 ~ )

### 수상·타이틀 경력

#### 타이틀
- 홈런왕: 1회(1975년)

#### 수상
- 신인왕(1969년)
- 베스트 나인: 5회(1972년 ~ 1976년)
- 다이아몬드 글러브상: 2회(1973년, 1974년)
- 일본 시리즈 우수 선수상: 1회(1983년)
- 퍼시픽 리그 플레이오프 우수 선수상: 1회(1982년)
- 월간 MVP: 2회(1975년 4월, 1983년 5월)
- 쇼리키 마쓰타로상: 1회(1983년)
- 일본 야구 명예의 전당 헌액자(2020년)

### 개인 기록

#### 첫 기록
- 첫 출장: 1969년 4월 12일, 대 다이요 웨일스 1차전(한신 고시엔 구장), 9회말에 에나쓰 유타카의 대타로서 출장
- 첫 타석: 상동, 9회말에 히라마쓰 마사지 앞에서 삼진
- 첫 선발 출장: 1969년 4월 13일, 대 다이요 웨일스 3차전(한신 고시엔 구장), 7번·포수로서 선발 출장
- 첫 안타·첫 홈런·첫 타점: 상동, 6회말에 이케다 시게키로부터 좌월 솔로 홈런

#### 기록 달성 경력
- 통산 100홈런: 1973년 4월 26일, 대 요미우리 자이언츠 3차전(고라쿠엔 구장), 9회초에 스가와라 가쓰야로부터 좌월 3점 홈런 ※역대 75번째
- 통산 150홈런: 1974년 6월 15일, 대 야쿠르트 스왈로스 9차전(메이지 진구 야구장), 9회초에 아사노 게이시로부터 좌월 동점 솔로 홈런 ※역대 37번째
- 통산 200홈런: 1975년 6월 19일, 대 주니치 드래곤스 13차전(주니치 스타디움), 7회초에 마쓰모토 유키쓰라로부터 중월 솔로 홈런 ※역대 21번째
- 통산 250홈런: 1976년 9월 14일, 대 요미우리 자이언츠 9차전(고라쿠엔 구장), 1회초에 가토 하지메로부터 좌월 3점 홈런 ※역대 12번째
- 통산 1000경기 출장: 1977년 8월 31일, 대 야쿠르트 스왈로스 23차전(메이지 진구 야구장), 4번·1루수로서 선발 출장 ※역대 195번째
- 통산 300홈런: 1978년 6월 5일, 대 야쿠르트 스왈로스 8차전(메이지 진구 야구장), 5회초에 이하라 신이치로로부터 좌월 솔로 홈런 ※역대 10번째
- 통산 1000안타: 1978년 8월 17일, 대 히로시마 도요 카프 22차전(히로시마 시민 구장), 9회초에 마쓰바라 아키오로부터 중전 안타
- 통산 350홈런: 1980년 4월 29일, 대 롯데 오리온스 전기 5차전(미야기 구장), 1회초에 니시나 도키나리로부터 좌월 선제 2점 홈런 ※역대 9번째
- 통산 400홈런: 1981년 9월 6일, 대 롯데 오리온스 후기 10차전(세이부 라이온스 구장), 9회말에 무라타 조지로부터 좌월 2점 홈런 ※역대 7번째
- 통산 1500경기 출장: 1982년 6월 1일, 대 닛폰햄 파이터스 전기 9차전(고라쿠엔 구장), 5번·지명타자로서 선발 출장 ※역대 71번째
- 통산 1000타점: 1982년 9월 14일, 대 긴테쓰 버펄로스 후기 8차전(닛폰 생명 구장), 3회초에 이모토 다카시로부터 중전 적시타 ※역대 16번째
- 통산 450홈런: 1983년 6월 11일, 대 닛폰햄 파이터스 10차전(고라쿠엔 구장), 6회초에 사토 세이이치로부터 좌월 2점 홈런 ※역대 6번째
- 통산 3000루타: 1983년 7월 2일, 대 긴테쓰 버펄로스 12차전(세이부 라이온스 구장), 4회말에 야마무라 다쓰야로부터 좌중간에 2점 홈런 ※역대 23번째
- 통산 1500안타: 1984년 5월 11일, 대 긴테쓰 버펄로스 6차전(세이부 라이온스 구장), 5회말에 스즈키 게이시로부터 투수 앞 내야 안타 ※역대 48번째

#### 기타
- 올스타전 출장: 11회(1969년 ~ 1976년, 1978년 ~ 1979년, 1984년)
- 4타수 연속 홈런(1973년 5월 9일 ~ 5월 10일)
- 13타석 연속 출루(1974년 8월 6일 ~ 8월 8일)
- 3이닝 연속 홈런: 1976년 8월 25일, 대 히로시마 도요 카프 전(한신 고시엔 구장) 6회부터 8회에 걸쳐 솔로, 솔로, 2점 홈런 ※일본 프로 야구 역대 4번째[37]

### 등번호
- 22(1969년 ~ 1984년)
- 81(1990년 ~ 1992년)
- 88(2002년 ~ 2003년, 2011년 ~ 2012년)

### 연도별 타격 성적
| 연 도      | 소 속      | 경 기 | 타 석 | 타 수 | 득 점 | 안 타 | 2 루 타 | 3 루 타 | 홈 런 | 루 타 | 타 점 | 도 루 | 도 루 자 | 희 생 번 | 희 생 플 | 볼 넷 | 고 4 | 사 구 | 삼 진 | 병 살 타 | 타 율 | 출 루 율 | 장 타 율 | O P S |
| ---------- | ---------- | ----- | ----- | ----- | ----- | ----- | ------- | ------- | ----- | ----- | ----- | ----- | -------- | -------- | -------- | ----- | ---- | ----- | ----- | -------- | ----- | -------- | -------- | ----- |
| 1969년     | 한신       | 117   | 412   | 359   | 47    | 81    | 15      | 1       | 22    | 164   | 56    | 1     | 6        | 0        | 2        | 42    | 1    | 9     | 98    | 12       | .226  | .320     | .457     | .777  |
| 1970년     | 한신       | 89    | 355   | 316   | 40    | 77    | 11      | 0       | 21    | 151   | 40    | 1     | 2        | 0        | 0        | 32    | 3    | 7     | 74    | 6        | .244  | .327     | .478     | .805  |
| 1971년     | 한신       | 80    | 329   | 276   | 34    | 63    | 5       | 0       | 18    | 122   | 45    | 2     | 2        | 0        | 2        | 45    | 3    | 6     | 68    | 8        | .228  | .347     | .442     | .789  |
| 1972년     | 한신       | 128   | 533   | 469   | 71    | 121   | 16      | 2       | 34    | 243   | 82    | 2     | 1        | 0        | 3        | 55    | 14   | 6     | 91    | 12       | .258  | .341     | .518     | .860  |
| 1973년     | 한신       | 119   | 499   | 398   | 77    | 102   | 6       | 0       | 37    | 219   | 90    | 0     | 2        | 0        | 7        | 85    | 24   | 9     | 69    | 16       | .256  | .393     | .550     | .943  |
| 1974년     | 한신       | 129   | 529   | 407   | 83    | 113   | 14      | 0       | 45    | 262   | 95    | 2     | 2        | 0        | 4        | 102   | 28   | 16    | 67    | 13       | .278  | .437     | .644     | 1.080 |
| 1975년     | 한신       | 130   | 531   | 426   | 79    | 129   | 14      | 4       | 43    | 280   | 90    | 2     | 2        | 0        | 2        | 88    | 25   | 15    | 64    | 18       | .303  | .437     | .657     | 1.094 |
| 1976년     | 한신       | 130   | 515   | 440   | 82    | 122   | 14      | 0       | 39    | 253   | 89    | 1     | 0        | 0        | 2        | 65    | 8    | 8     | 56    | 12       | .277  | .379     | .575     | .954  |
| 1977년     | 한신       | 102   | 381   | 341   | 48    | 89    | 11      | 0       | 23    | 169   | 59    | 2     | 0        | 0        | 2        | 32    | 4    | 6     | 40    | 11       | .261  | .333     | .496     | .829  |
| 1978년     | 한신       | 117   | 467   | 413   | 64    | 119   | 8       | 0       | 38    | 241   | 89    | 1     | 2        | 0        | 2        | 44    | 5    | 8     | 50    | 9        | .288  | .366     | .584     | .950  |
| 1979년     | 세이부     | 107   | 429   | 382   | 59    | 100   | 14      | 2       | 27    | 199   | 69    | 0     | 1        | 0        | 4        | 33    | 1    | 10    | 54    | 9        | .262  | .333     | .521     | .854  |
| 1980년     | 세이부     | 123   | 507   | 440   | 75    | 117   | 9       | 1       | 43    | 257   | 97    | 3     | 3        | 0        | 5        | 49    | 3    | 13    | 79    | 13       | .266  | .353     | .584     | .937  |
| 1981년     | 세이부     | 86    | 330   | 283   | 31    | 70    | 3       | 1       | 15    | 120   | 49    | 0     | 0        | 0        | 3        | 40    | 2    | 4     | 39    | 11       | .247  | .345     | .424     | .769  |
| 1982년     | 세이부     | 114   | 386   | 340   | 43    | 74    | 8       | 0       | 25    | 157   | 59    | 0     | 1        | 0        | 3        | 40    | 1    | 3     | 51    | 6        | .218  | .303     | .462     | .765  |
| 1983년     | 세이부     | 82    | 349   | 300   | 56    | 88    | 11      | 0       | 30    | 189   | 71    | 1     | 0        | 0        | 1        | 43    | 2    | 5     | 31    | 5        | .293  | .390     | .630     | 1.020 |
| 1984년     | 세이부     | 86    | 323   | 291   | 20    | 67    | 8       | 1       | 14    | 119   | 55    | 0     | 0        | 0        | 1        | 28    | 1    | 3     | 41    | 15       | .230  | .303     | .409     | .712  |
| 통산: 16년 | 통산: 16년 | 1739  | 6875  | 5881  | 909   | 1532  | 167     | 12      | 474   | 3145  | 1135  | 18    | 24       | 0        | 43       | 823   | 125  | 128   | 972   | 176      | .260  | .361     | .535     | .896  |

- 굵은 글씨는 시즌 최고 성적.

### 연도별 수비 성적
| 연도 | 경기 | 도루 시도 | 도루 허용 | 도루 실패 | 저지율 |
| ---- | ---- | --------- | --------- | --------- | ------ |
| 1969 | 82   | 58        | 27        | 31        | .534   |
| 1970 | 88   | 67        | 30        | 37        | .552   |
| 1971 | 1    | 0         | 0         | 0         | -      |
| 1972 | 114  | 109       | 50        | 59        | .541   |
| 1973 | 114  | 79        | 38        | 41        | .519   |
| 1974 | 123  | 96        | 60        | 36        | .375   |
| 1975 | 128  | 109       | 65        | 44        | .376   |
| 1976 | 118  | 74        | 46        | 28        | .378   |
| 1977 | 71   | 65        | 49        | 16        | .246   |
| 1978 | 79   | 65        | 44        | 21        | .323   |
| 1979 | 25   | 45        | 34        | 11        | .244   |
| 1984 | 1    | 0         | 0         | 0         | -      |
| 통산 | 944  | 767       | 443       | 324       | .422   |

### 감독으로서의 팀 성적
| 연도      | 소속      | 순위      | 경기 | 승리 | 패전 | 무승부 | 승률 | 승차         | 팀 홈런      | 팀 타율      | 팀 평균자책점 | 연령         |
| --------- | --------- | --------- | ---- | ---- | ---- | ------ | ---- | ------------ | ------------ | ------------ | ------------- | ------------ |
| 1990년    | 다이에    | 6위       | 130  | 41   | 85   | 4      | .325 | 40.0         | 116          | .251         | 5.56          | 44세         |
| 1991년    | 다이에    | 5위       | 130  | 53   | 73   | 4      | .421 | 29.0         | 152          | .253         | 4.74          | 45세         |
| 1992년    | 다이에    | 4위       | 130  | 57   | 72   | 1      | .442 | 24.0         | 139          | .258         | 4.60          | 46세         |
| 통산: 3년 | 통산: 3년 | 통산: 3년 | 390  | 151  | 230  | 9      | .396 | B클래스: 3회 | B클래스: 3회 | B클래스: 3회 | B클래스: 3회  | B클래스: 3회 |

- 1990년부터 1996년까지는 130경기제.